# Amtsgericht Stadtlengsfeld

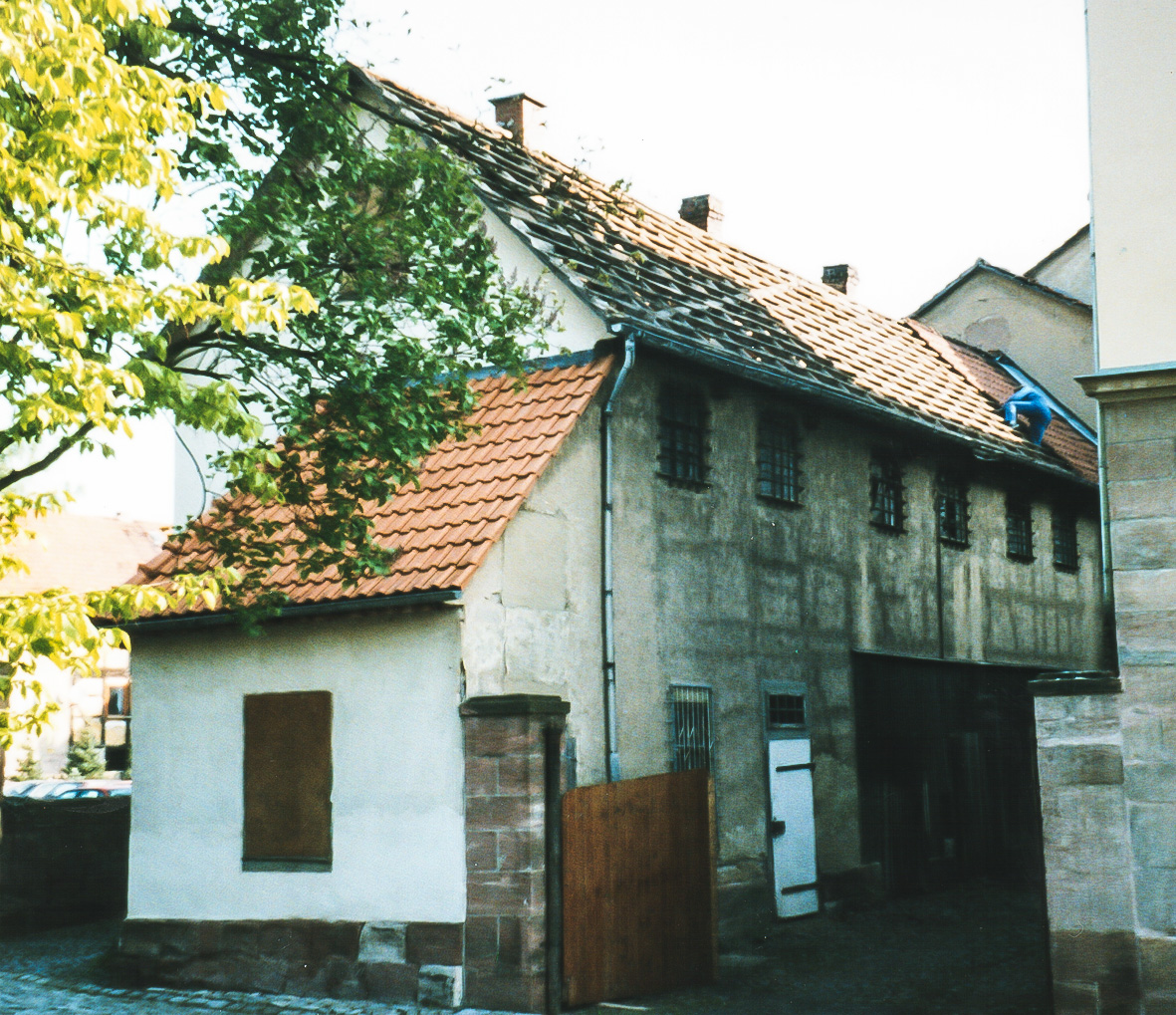
Gefängnistrakt des ehemaligen Amtsgerichtes Stadtlengsfeld. Der Gefängnistrakt wurde nach 1990 abgerissen.

Das Amtsgericht Stadtlengsfeld (bis 1879 Justizamt Lengsfeld; bis 1896: Amtsgericht Lengsfeld) war ein von 1850 bis 1951 bestehendes Gericht der ordentlichen Gerichtsbarkeit mit Sitz in Stadtlengsfeld.

## Geschichte
Im Zuge der 1850 im Großherzogtum Sachsen-Weimar-Eisenach erfolgten Trennung der Rechtsprechung von der Verwaltung und der zeitgleichen Aufhebung der Patrimonialgerichtsbarkeit wurde ein Justizamt zu Lengsfeld geschaffen, dessen Bezirk das aufgelöste Patrimonialamt_Lengsfeld umfasste, also die damaligen Gemeinden Altenroda, Beyershof, Fischbach, Gehaus, Hohenwart, Lengsfeld, Oechsen mit Zollhof, Schrammenhof, Urnshausen mit Hartschwinden und Weilar.
Mit Inkrafttreten des Gerichtsverfassungsgesetzes am 1. Oktober 1879 wurde das Justizamt in das Amtsgericht Lengsfeld umgewandelt und gleichzeitig dem neu errichteten Landgericht Eisenach zugeordnet. Dabei wurde Lengsfelder Gerichtsbezirk wie folgt festgelegt: Dermbach, Gehaus mit Hohenwart, Glattbach, Kaiseroda, Lengsfeld mit Schrammenhof, Lindenau, Mebritz, Merkers, Oberalba, Oechsen mit Zollhof, Unteralba, Urnshausen mit Hartschwinden, Weilar mit Beyershof und Wiesenthal.
Nachdem 1920 Sachsen-Weimar-Eisenach in Thüringen aufgegangen war, kam es am 1. Oktober 1923 zu einer landesweiten Neuordnung der bisherigen Amtsgerichtssprengel. Der Gerichtssprengel umfasste nun: Bernshausen, Dermbach, Dietlas, Gehaus mit Hohenwart, Glattbach, Lindenau, Mebritz, Oberalba, Oechsen mit Zollhof, Stadtlengsfeld mit Schrammenhof, Unteralba, Urnshausen mit Hartschwinden, Weilar mit Beyershof und Wiesenthal.
Am 1. Oktober 1949 wurde das Amtsgericht Stadtlengsfeld aufgehoben und sein Bezirk dem des Amtsgerichts Kaltennordheim zugeschlagen.